# Đại chiến Bắc Âu
Đại chiến Bắc Âu là tên các sử gia gọi cuộc chiến từ năm 1700 đến năm 1721 giữa Thụy Điển với liên minh của Nga, Đan Mạch, Sachsen (Đức) và Ba Lan; từ năm 1715 có thêm vương quốc Phổ và Tuyển hầu xứ Hannover (Đức). Anh và Hà Lan cũng can dự tuy không trực tiếp tham gia chiến đấu. Cuộc chiến tranh này còn được gọi là Chiến tranh Bắc Âu lần thứ ba, sau chiến tranh Bắc Âu lần thứ hai (1655–1660).
Hai nước tranh chấp chính với nhau là Nga và Thụy Điển. Trong 20 năm, hai nước liên tục chiến đấu với nhau để cuối cùng quyết định số phận của cả hai đế quốc. Trong những năm đầu, từ 1700 đến 1709, Nga ở vào thế phòng thủ trong khi chuẩn bị xây dựng tiềm lực quân sự và cải tổ. Sau trận Poltava, Nga lật ngược thế cờ, nhưng hai nước vẫn tiếp tục chiến đấu với nhau: một bên bị vướng víu trong những liên minh bất lực, bên kia muốn rửa hận và phục hồi đế quốc của mình đang tan rã. Cuối cùng vua Thụy Điển Karl XII bị giết tại Na Uy, và Nga đã bắt buộc Thụy Điển phải ký hòa ước để chính thức chấm dứt chiến tranh.

## Nguyên nhân
Mầm mống của Đại chiến Bắc Âu phát xuất từ những lý do lịch sử và kinh tế cũng như lòng khát khao của Nga hoàng Pyotr Đại đế trong việc muốn mở đường biển cho nước Nga. Nước Nga đã đối đầu với Thụy Điển trong nhiều thế kỷ để tranh giành vùng ven bờ vịnh Phần Lan. Kết quả cuối cùng là Đế quốc Thụy Điển chiếm được nhiều vùng đất: Karelia và Ingria ở phía bắc và nam của sông Neva, thêm Hồ Ladoga và các pháo đài Nöteborg, Narva và Riga. Hòa ước Nga – Thụy Điển năm 1664 ký kết giữa Nga hoàng Aleksey I và Quốc vương Thụy Điển Karl XI xác nhận các vùng đất này thuộc Đế quốc Thụy Điển.
Tuy thế, trong ý nghĩ của Pyotr Đại đế, đấy là những lãnh thổ của Nga, và nước Nga đang chịu thiệt hại đáng kể về kinh tế khi những vùng đất này nằm trong tay nước ngoài. Hàng hóa của nước Nga tuôn ra các cửa khẩu Riga, Reval và Narva bị Thụy Điển thu thuế quan nặng nề, trong khi Nga chỉ có duy nhất, cảng Arkhangelsk, hoạt động 6 tháng mỗi năm. Chung quy là do Nga thiếu đường biển, từ đó không thể phát triển mậu dịch quốc tế cũng như quân chủng hải quân để tạo uy thế trên chính trường quốc tế. Pyotr Đại đế cảm thấy khó cưỡng lại cơ hội gây chiến với quân vương thiếu niên của Thụy Điển qua liên minh với Ba Lan và Đan Mạch.
Ý tưởng khởi động cuộc chiến là do vua August II của Ba Lan, tức Tuyển hầu tước Friedrich Augustus xứ Sachsen, đề nghị với Sa hoàng Pyotr Đại đế của Nga hợp lực với Ba Lan để cùng tấn công Thụy Điển, nhờ đó Ba Lan và Nga sẽ có lối thông ra Biển Baltic. Vua August muốn lợi dụng cơ hội Karl XI qua đời, để lại ngai vàng cho con trai mới lên 15 tuổi là vua Karl XII để tấn công Thụy Điển.

## Chiến sự khơi mào

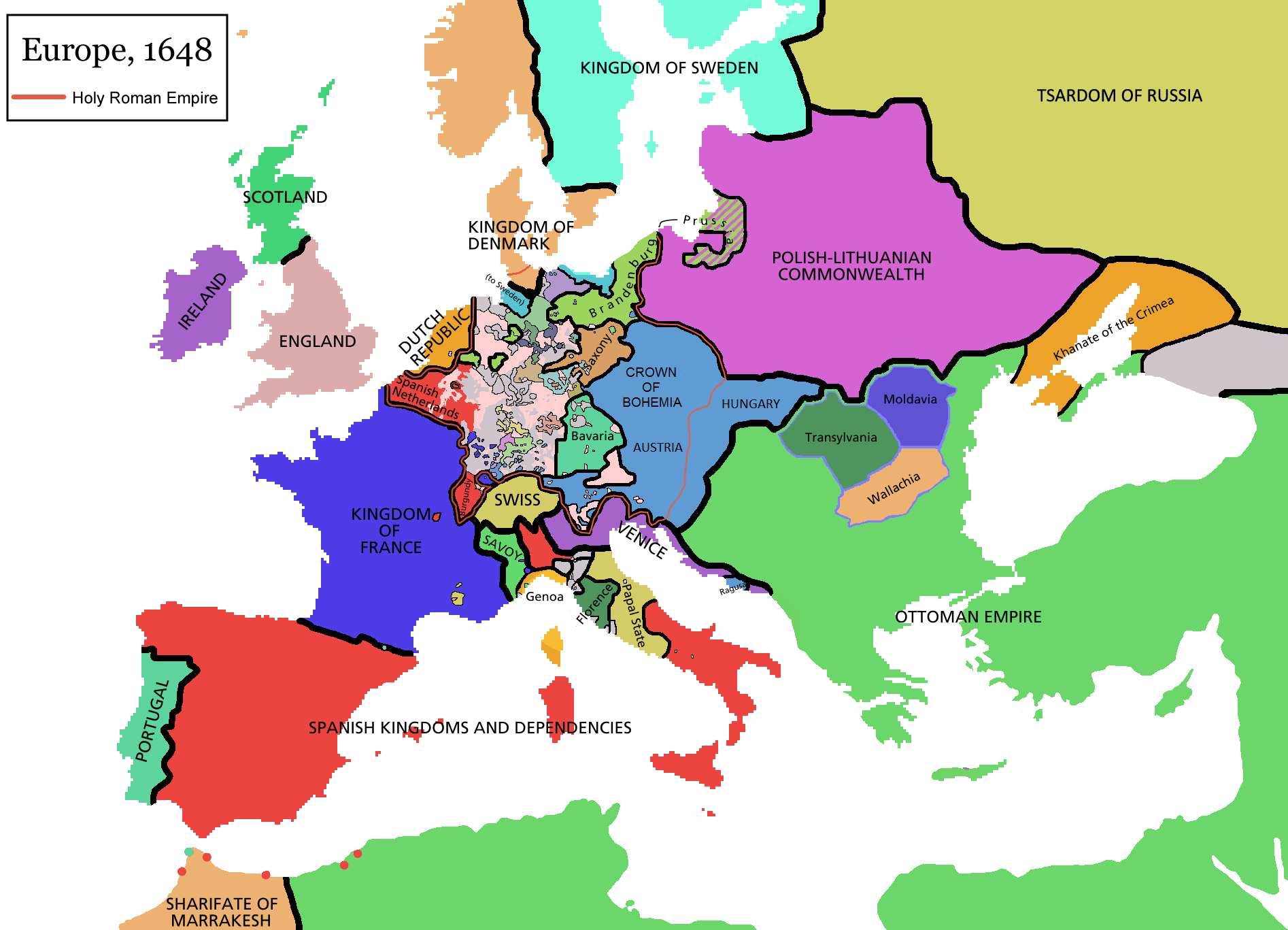
Bản đồ Châu Âu năm 1648-Những vùng lãnh thổ ven biển Baltic lúc này chưa hề thuộc về Đế quốc Nga như tham vọng của Pyotr I

Chiến tranh có thể đã không xảy ra nếu không có người khơi mào, đó là Johann Reinhold von Patkul, nhà yêu nước vô tổ quốc. Ông thuộc giới quý tộc gốc Đức của Livonia, nhưng công quốc này đã rơi vào tay Ba Lan, rồi kế đến thuộc về Thụy Điển, bị tước mất quyền tự trị cha truyền con nối cho dù Karl XI của Thụy Điển đã hứa công nhận quyền lợi của công quốc này. Livonia cử phái bộ đến kinh thành Stockholm để kêu nài. Patkul là thành viên của phái bộ này. Ông không những bị bác bỏ, mà còn bị kết án tử hình vắng mặt.
Khi Karl XI qua đời, Patkul nghĩ cơ hội đã đến. Ông thuyết phục August II đánh Thụy Điển, sau đó ông hứa sẽ đặt Công quốc Livonia dưới sự bảo trợ của Ba Lan. Ngoài ra, Ba Lan còn có đường thông ra biển. Patkul cũng đến gặp vua Frederik IV của Đan Mạch và nhận được sự ủng hộ, vì Đan Mạch cũng muốn giành lại phần đất bị Thụy Điển chiếm. Kết quả là Đan Mạch và Ba Lan đồng ý hợp lực để đánh Thụy Điển bằng hai gọng kìm. Kế tiếp, Patkul đề nghị nên mời Nga tham gia cùng tấn công Thụy Điển. Qua nỗ lực vận động của Patkul, Pyotr ký một hiệp ước theo đó Nga cam kết sẽ tấn công Thụy Điển. Pyotr Đại đế đã cẩn thận không nêu ra ngày cụ thể, và có một điều khoản ghi rằng Nga sẽ tấn công chỉ sau khi đã ký với Đế quốc Ottoman hiệp định đình chiến.
Trong khi nước Nga đang lo đạt hòa bình với Đế quốc Ottoman, hai đồng minh của Nga đã tấn công Thụy Điển như trù định. Tháng 2 năm 1700, quân Sachsen tấn công Livonia và công hãm Riga nhưng bị quân Thụy Điển đánh bật lại. Tháng 2 năm 1700, quân Đan Mạch cũng công hãm thị trấn Tonning.
Sau khi ký kết hiệp ước đình chiến với Đế quốc Ottoman, ngày 9 tháng 8 năm 1700, Nga tuyên chiến với Thụy Điển, giải thích mục đích của cuộc chiến tranh là để chiếm lại hai tỉnh Ingria và Karelia. Gộp lại với nhau, hai tỉnh này tạo một cửa ngõ đủ thoáng cho Nga thông ra Biển Baltic. Narva, một thị trấn và thành trì nằm trong Estonia kế biên giới Ingria, không phải là mục tiêu ban đầu của Nga; nó là một phần của lãnh thổ mà Patkul và Augustus đã chỉ định cho Ba Lan. Tuy nhiên, Pyotr thấy rằng cách đảm bảo nhất để chiếm đóng Ingria là kiểm soát thị trấn này. Vì vậy, ông điều quân đi đánh Narva, bắt đầu công hãm pháo đài này từ ngày 4 tháng 10 năm 1700.

## Cuộc chiến giữa Thụy Điển và Đan Mạch
Ngày 16 tháng 4 năm 1700, Karl XII mang hạm đội Thụy Điển gồm 38 chiến hạm hợp lực với 25 chiến hạm của Anh và Hà Lan cùng 14 nghìn quân tinh nhuệ đánh thần tốc đến Đan Mạch. Trong lúc này, vua Frederik IV của Đan Mạch đang kéo quân đi đánh lãnh thổ Thụy Điển ở miền nam, nên quân Đan Mạch như rắn mất đầu. Khi trở về, vua Frederik IV đành phải nhanh chóng nhận điều kiện đầu hàng.
Ngày 18 tháng 8 năm 1700, hai bên ký Hòa ước Travendal, theo đó Đan Mạch trả lại cho Thụy Điển xứ Holstein-Gottorp vừa chiếm và cam kết từ bỏ cuộc chiến chống Thụy Điển. Thế là chiến dịch đầu tiên của Karl đã thành công chớp nhoáng và gần như không bị đổ máu. Chỉ trong vòng hai tuần chinh chiến, Karl XII đã phục hồi lãnh thổ Thụy Điển bị chiếm và loại khỏi vòng chiến một kẻ địch.

## Thụy Điển đánh bại Nga ở Trận Narva

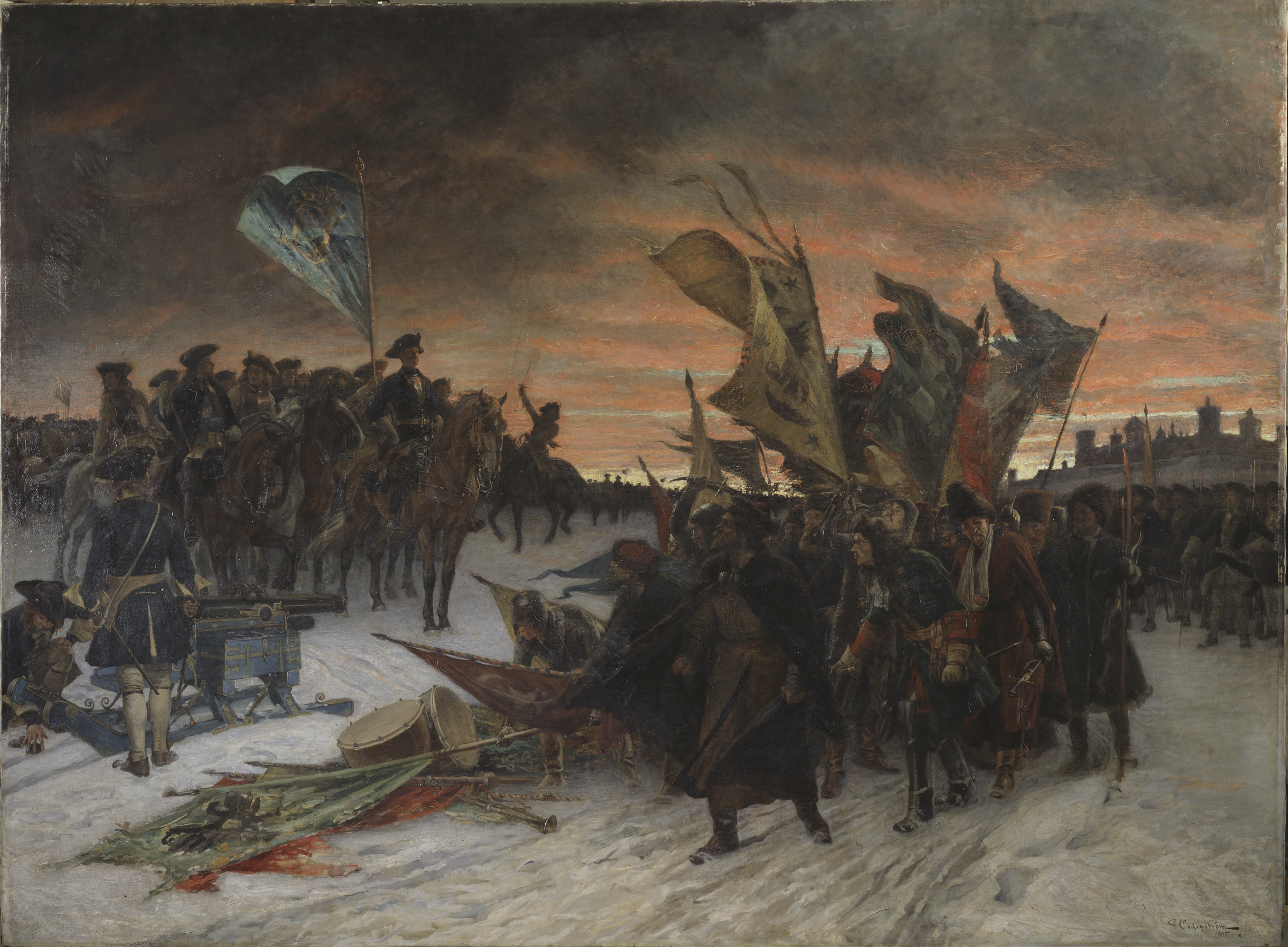
Quân Nga đầu hàng Thụy Điển tại Narva, tranh của Gustaf Cederström

Vua Karl XII định kéo quân đánh Ba Lan, nhưng lúc đó vua Nga đã gửi thư tuyên chiến và Augustus II đã ngưng chiến dịch mà rút về trú đông. Karl XII quyết định thân chinh kéo hơn 1 vạn quân tinh nhuệ giải vây cho pháo đài Narva lúc đó đang bị 4 vạn quân Nga tấn công.
Vào ngày 20 tháng 10 năm 1700, đoàn quân đến Narva, và vua Karl XII ra lệnh tấn công ngay chứ không tổ chức phòng thủ hoặc thiết lập doanh trại trước. Quân Nga hoàn toàn bị bất ngờ, tan rã hàng ngũ mà trốn chạy. Quân Thụy Điển bị mất 31 sĩ quan và 646 binh sĩ, 1.205 bị thương. Bên Nga, ít nhất 16 nghìn quân tử trận hoặc bị thương, và người bị thương không có mấy hy vọng đi về đến quê nhà qua quãng đường dài đã đóng băng. Mười tướng lĩnh của Nga, 10 đại tá và 34 sĩ quan cấp thấp hơn bị bắt cùng 17 nghìn quân, 180 khẩu pháo và 230 lá quân kỳ.
Tin tức về trận chiến Narva gây ấn tượng mạnh toàn Tây Âu, nhưng khiến cho Karl xem nhẹ Pyotr Đại đế và khinh thường nước Nga.

## Cuộc chiến giữa Thụy Điển và Ba Lan
Karl XII quyết định tập trung lực lượng để tận diệt August II trước khi tiến công nước Nga. Năm này sang năm khác, Thụy Điển tiếp tục thắng trên vũng lầy Ba Lan, nhưng chiến thắng cuối cùng mới đến vào năm 1704. Vào tháng 2 năm 1704, Nghị viện Ba Lan quyết định truất phế vua August II của họ. Karl chọn ứng viên lên ngai vàng là Stanisław Leszczyński, nhà quý tộc 27 tuổi, có trí thông minh khiêm tốn và trung thành kiên định với Karl XII.
Hòa ước Altranstädt được Ba Lan và Thụy Điển ký vào ngày 13 tháng 10 năm 1706, trong đó có một điều khoản Ba Lan phải giao cho Thụy Điển mọi "kẻ phản quốc" Thụy Điển đang ẩn náu ở xứ Sachsen. Tên của Patkul đứng đầu danh sách này, sau đó ông bị giao vào tay Thụy Điển. Đến tháng 10 năm 1707, ông đứng trước tòa án quân sự của Thụy Điển vốn đã nhận lệnh của Karl là phải xử cho thật nặng. Tòa án ngoan ngoãn tuân theo, xử tội hành hình bằng cách đánh gậy, chặt đầu rồi chặt cơ thể ra làm bốn. Sau cuộc hành hình, cái đầu của ông được bêu lên một cây cột dựng bên một con đường cái.

## Nga xâm chiếm vùng Baltic của Thụy Điển
Trong khi quân Thụy Điển đang sa lầy ở Ba Lan, quân Nga được rảnh tay đi đánh những lãnh thổ của Thụy Điển dọc bờ Biển Baltic.
Pyotr Đại đế phái tướng Boris Petrovich Sheremetev kéo quân đến đánh xứ Livonia, được 7 nghìn quân Thụy Điển bảo vệ dưới quyền chỉ huy của tướng Wolmar Anton von Schlippenbach. Tháng 1 năm 1702, Sheremetev có một chiến thắng quan trọng, đánh đuổi quân Thụy Điển ra khỏi doanh trại mùa đông, và còn gây 1 nghìn quân thương vong theo như phía Thụy Điển nhìn nhận (phía Nga tuyên bố gây thương vong 3 nghìn và nhìn nhận bị thiệt hại 1 nghìn). Quan trọng hơn theo ý nghĩa tượng trưng, quân Nga bắt được 350 tù binh Thụy Điển và giải họ về thành Moskva. Tinh thần của toàn quân Nga, đã xuống thấp từ chiến bại thê thảm tại Narva, từ đó bắt đầu lên.
Mùa hè kế tiếp, tháng 7 năm 1702, Sheremetev lại tấn công Schlippenbach ở Livonia, và lần này 5 nghìn quân Thụy Điển bị đánh gần như tan tành: 2.500 thương vong, 300 bị bắt cùng với pháo và cờ xí. Bên Nga bị mất 800 người. Sau trận này, quân cơ động của Schlippenbach không còn xuất hiện, và cả vùng Livonia xem như bỏ ngỏ ngoại trừ các căn cứ cố định Riga, Pärnu và Dorpat. Quân dưới quyền Sheremetev tự do tung hoành khắp nơi, đốt phá làng mạc và thị trấn của Thụy Điển.
Trong lúc đó, Pyotr Đại đế cho đóng loại thuyền nhỏ trên hồ Ladoga, hồ lớn nhất châu Âu, để đánh đuổi hải quân Thụy Điển. Quân Nga áp dụng cùng chiến thuật trên hồ Peipus. Kế tiếp, Nga chiếm lấy pháo đài Thụy Điển ở Nöteborg, nơi ồ Ladoga chảy vào sông Neva, đổi tên của pháo đài thành Schlüsselburg, từ schlüssel trong tiếng Đức có nghĩa là "chìa khóa", cũng có ý nghĩa pháo đài là chìa khóa mở ra Biển Baltic. Sự thất thủ của Nöteborg/Schlüsselburg là thất bại nặng nề cho Thụy Điển vì họ đã mất đi bức tường chắn Nga tiến ra Neva và cả tỉnh Ingria.
Mùa xuân năm sau, 1703, trong khi Karl XII vẫn còn ở Ba Lan, Pyotr Đại đế dứt khoát "không để mất thời giờ mà Thiên Chúa đã ban," tấn công trực diện để tạo dựng miền đất Nga trên bờ Biển Baltic. Cuối cùng, Nga kiểm soát toàn chiều dài sông Neva, và Pyotr Đại đế cho xây dựng thành phố Sankt-Peterburg ở cửa sông Neva.

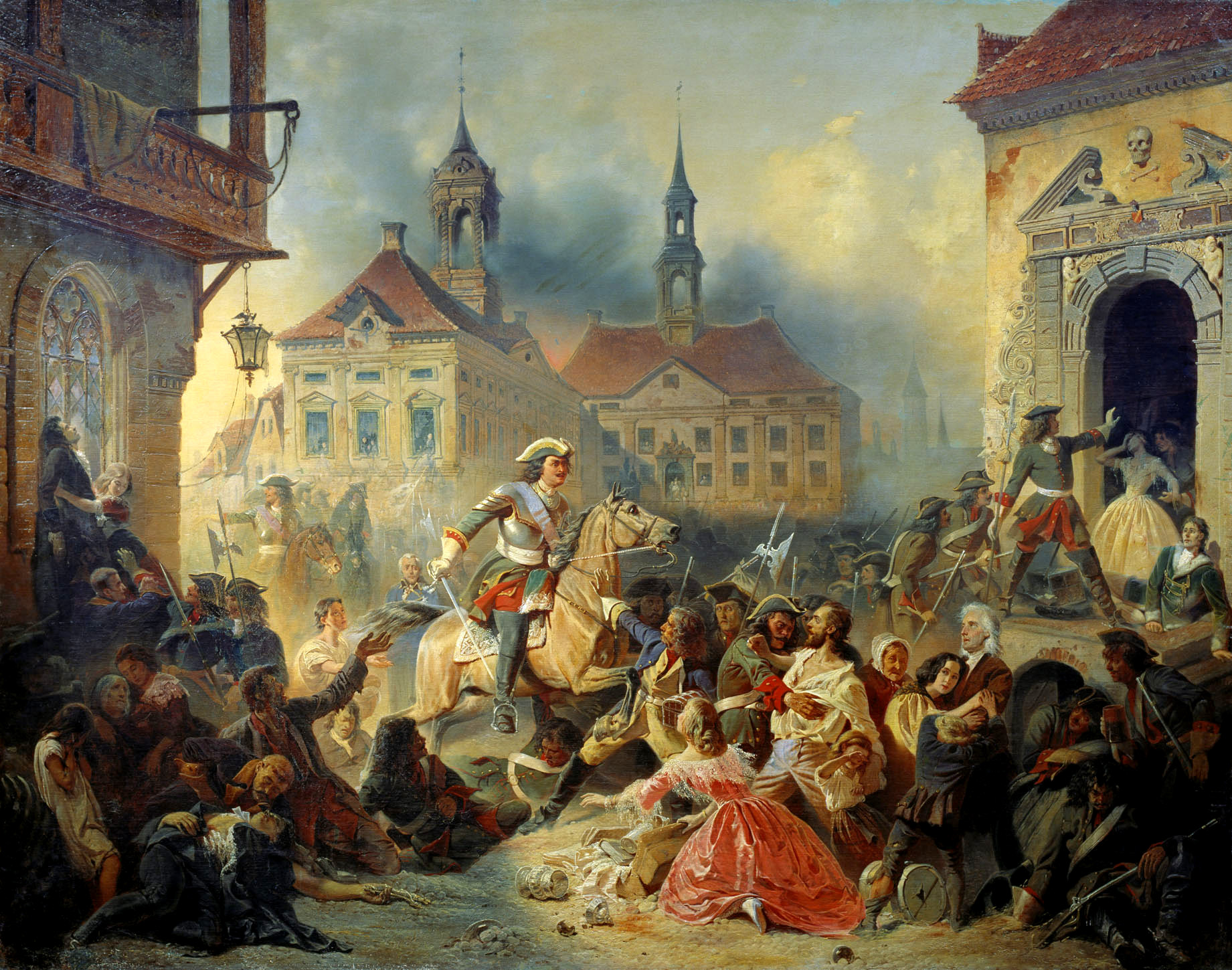
Cuộc trả thù của quân Nga và Pyotr I tại Narva năm 1704-tranh của Nikolay Sauerweid

Năm 1704, Nga giành quyền kiểm soát hai thị trấn then chốt của Estonia là Dorpat và Narva. Việc này giúp củng cố chân đứng của Nga ở Ingria và ngăn chặn Thụy Điển tiến về Sankt-Peterburg từ phía tây. Chiến thắng Narva có tầm quan trọng về tâm lý cũng như chiến lược: không những che chắn cho Sankt-Peterburg ở mặt tây, mà còn chuộc lại nỗi nhục nhã bốn năm trước cũng chính ở Narva.

## Thụy Điển tấn công Nga
Việc truất phế August II của Ba Lan đã loại ra bên thứ hai trong số liên minh ba bên chống Thụy Điển. Bây giờ, bị đơn độc phải đối mặt với Karl, Pyotr Đại đế tăng cường nỗ lực để dàn hòa với Karl XII.
Karl nhất quyết từ chối xem xét việc đàm phán với Nga. Trong giai đoạn Pyotr Đại đế đề xuất các điều kiện hòa bình và Karl bác bỏ các đề xuất này, có sự cách biệt giữa đôi bên không thể nào hòa giải được: Sankt-Peterburg. Pyotr có thể từ bỏ mọi thứ miễn là được giữ Sankt-Peterburg để có lối cho Nga thông ra biển. Karl không muốn từ bỏ thứ gì khi chưa đánh gục quân đội Nga. Vì thế, chiến tranh tiếp tục trên danh nghĩa Sankt-Peterburg – lúc này chỉ mới là một số ngôi nhà gỗ, một pháo đài xây bằng đất và một bến cảng thô sơ.
Từ tháng 1 năm 1707, Pyotr Đại đế ra lệnh lập một vành đai tàn phá hầu tạo khó khăn cho quân Thụy Điển. Ở vùng tây Ba Lan nơi quân Thụy Điển sẽ đi qua trước khi vào Nga, kỵ binh đã nhận lệnh đi tàn phá: đốt cháy thị trấn Ba Lan, phá dỡ cầu, san thành bình địa làng mạc và thị trấn.
Ngày 27 tháng 8 năm 1707, Karl XII kéo quân ra khỏi rời xứ Sachsen (Đức) để bắt đầu một cuộc phiêu lưu lớn lao nhất trong đời ông. Đầu năm 1708, quân tinh nhuệ Thụy Điển đặt chân lên bờ đông của sông Vistula.
Pyotr ra lệnh tiếp tục tàn phá một vùng rộng lớn của chính đất Nga để Thụy Điển không thể thu hoạch được gì bất kể họ tiến quân theo hướng nào. Dọc mọi con đường dẫn từ doanh trại Thụy Điển hướng về bắc, đông hoặc tây, quân Nga tạo một vòng đai vườn không nhà trống dài gần 200 kílômét từ Pskov cho đến Smolensk. Trong vành đai này, mọi nhà cửa, mọi mẩu thức ăn cho người hoặc ngựa phải bị đốt trụi ngay khi Karl tiến quân.
Karl XII tự chỉ huy có 35 nghìn quân. Cánh quân 12 nghìn binh sĩ của Adam Ludwig Lewenhaupt đã được lệnh đến điểm hẹn với đại quân, còn cánh quân 14 nghìn binh sĩ của Lybecker từ Phần Lan đã nhận lệnh di chuyển xuống Sankt-Peterburg. Nếu thành công, lực lượng này có thể chiếm Sankt-Peterburg, nếu không cũng có thể làm nghi binh để cầm chân một số quân của Pyotr.
Lực lượng của Nga đông hơn nhiều. Tổng cộng trên đường vòng cung chặn hướng tiến của Thụy Điển, Pyotr Đại đế chỉ huy khoảng 57.500 quân. Ngoài ra, Fyodor Matveyevich Apraksin chỉ huy 24.500 quân trấn giữ Sankt-Peterburg, và tướng Bauer nắm 16 nghìn quân đóng ở Dorpat để ngăn chặn Lewenhaupt ở Riga. Các lực lượng này sẵn sàng đối phó với những động thái khác nhau của Thụy Điển. Một lực lượng khác gồm 12 nghìn quân dưới quyền Hoàng thân Mikhail Mikhailovich Golitsyn trấn đóng gần Kiev để đón đầu địch quân tiến về Ukraina.
Nga có tổng cộng 11 vạn quân so với 62 nghìn quân của Thụy Điển. Sự khác biệt này không có ý nghĩa nhiều ngoại trừ yếu tố là trong cuộc chiến dằng dai, bên Nga có thể thay thế dễ dàng số thương vong.
Trong chuỗi tiến công của Thụy Điển, quân Nga luôn tạo một lá chắn giữa quân Thụy Điển và đường dẫn đến kinh thành Moskva. Các trận đánh nổi tiếng là trận Golovchin ngày 3 tháng 7 năm 1708, trận Molyatychy ngày 9 tháng 7 năm 1708, và trận Lesnaya ngày 28 tháng 9 năm 1708. Trong trận đánh tại Golovchin, vua Karl XII đánh tan tác quân Nga đông đảo hơn. Nhưng đây là trận thắng lừng lẫy cuối cùng của ông. Trong trận đánh tại Lesnaya, mỗi bên có khoảng 12 nghìn quân giao chiến; Nga bị tổn thất khoảng một phần ba, nhưng Thụy Điển mất phân nửa. Sau này, Nga hoàng Pyotr gọi là trận Lesnaya "Bà Mẹ của Trận Poltava."
Trận đánh lớn quyết định là trận Poltava ngày 28 tháng 6 năm 1709 giữa hai đoàn quân hùng hậu. Tổng cộng, lực lượng tinh nhuệ Thụy Điển tung ra để tấn công 42 nghìn quân Nga chỉ có 19 nghìn binh sĩ. Riêng trong cuộc giáp lá cà, 5 nghìn bộ binh Thụy Điển mệt mỏi vì đói kém và bệnh tật, không có pháo, giao chiến với 24 nghìn quân tinh nhuệ Nga có 70 khẩu pháo. Thụy Điển bị tổn thất 1 vạn quân, gồm 6.901 tử trận và bị thương, 2.760 bị bắt làm tù binh. Trong tổng số 42 nghìn quân Nga, 1.345 chết và 3.290 bị thương. Số thương vong và kết quả đều đảo ngược tất cả các trận đánh trước đó giữa Thụy Điển và Nga.
Với chiến bại này, những năm tháng huy hoàng của vua Karl XII chấm dứt. Với sự truy kích của quân Nga, ngày 1 tháng 7 Lewenhaupt mang 14.288 người và 34 khẩu pháo ra đầu hàng mà không chống cự gì cả.
Rồi quân Nga tiếp tục truy kích đường rút lui của vua Karl XII lúc ấy đang cố tẩu thoát qua Đế quốc Thổ Ottoman. Thêm một trận tàn sát, để rồi cuối cùng ông chỉ còn có 600 quân sĩ khi đi vào Ottoman xin ẩn náu.

## Nga khai thác thành quả
Mùa xuân năm 1710, nước Nga gặt hái thành quả của chiến thắng Poltava. Không còn bị quân Thụy Điển ngáng trở, quân tinh nhuệ Nga tung hoành khắp các tỉnh vùng Baltic của Thụy Điển. Trong khi Bá tước Boris Petrovich Sheremetev công hãm Riga, Đại tướng-Đô đốc Fyodor Matveyevich Apraksin công phá Vyborg ở miền bắc. Thị trấn này là một pháo đài quan trọng và là điểm tập kết cho quân Thụy Điển để đe dọa Sankt-Peterburg.
Ngày 13 tháng 6 năm 1710, thị trấn Vyborg rơi vào tay Apraksin. Sau đó, việc càn quét và chiếm đóng cả Eo đất Karelian đã tạo nên một vùng đệm sâu 160 kilômét cho Sankt-Peterburg, có nghĩa là thành phố này không còn sợ bị Thụy Điển tấn công bất ngờ từ phía bắc.
Kế tiếp, mọi thành trì của Thụy Điển dọc bờ nam của Biển Baltic đều đầu hàng trong mùa hè 1710. Ngày 10 tháng 7, thành phố Riga rộng lớn rơi vào tay Sheremetev sau cuộc công hãm kéo dài 8 tháng.
Mặc dù Nga đã ký hiệp ước với Ba Lan quy định Livonia và Riga thuộc về Ba Lan, bây giờ Pyotr Đại đế cho rằng Nga đã đổ máu để chiếm lấy tỉnh và thành phố này trong giai đoạn August II không còn là vua của Ba Lan và đồng minh của Nga, vì vậy các lãnh thổ này phải thuộc về Nga.
Ba tháng sau khi Riga thất thủ, Reval – thành quả cuối cùng của Poltava – cũng đầu hàng. Nga hoàng Pyotr I vui mừng tột độ: 
| “              | Livonia và Estonia hoàn toàn vắng bóng quân thù. Nói tóm lại, quân thù bây giờ không có một tấc đất nào trên bờ trái của Biển Baltic. Bây giờ là tùy chúng ta phải cầu xin Thiên Chúa cho nền hòa bình ổn định. | ” |
| — Pyotr Đại Đế | |   |

Sự xâm chiếm của quân Nga đã khiến cho cư dân Phần Lan địa phương gọi thời kỳ Nga thống trị là thời kỳ Greater Wrath-Đại Hận. 5 nghìn người Phần Lan bị giết và hơn 1 vạn người khác bị bắt làm nô lệ. Hàng ngàn người khác đã không bao giờ còn trở về nữa.

## Chiến tranh Nga – Thổ Nhĩ Kỳ (1710–1711)
Vào tháng 12 năm 1710, Đế quốc Thổ Nhĩ Kỳ Ottoman tuyên chiến với nước Nga. Do đó, Nga hoàng Pyotr Đại Đế lúc đang chinh phạt các tỉnh vùng Baltic của Thụy Điển lại phải chú tâm sang chuyện khác. Quân Thổ Nhĩ Kỳ tham chiến trong cuộc Đại chiến Bắc Âu do nhận được lời cầu cứu từ vua Karl XII. Mùa Xuân năm sau, vua Thổ Nhĩ Kỳ sai quan Khâm sai Đại thần kéo 16 vạn đại quân Thổ – Tartar đến biên giới Ba Lan. Vào tháng 6 năm 1711, Nga hoàng kéo 38 nghìn quân Nga tới xứ Moldavia, họp binh với lãnh chúa xứ này. Ông kêu gọi các tín đồ Chính Thống giáo tại Đế quốc Thổ Nhĩ Kỳ Ottoman phất cờ khởi nghĩa, nhưng thất bại. Cuối tháng đó, quân Thổ giáp mặt với quân Nga tại sông Pruth gần Jassy, xứ Moldavia. Quân Nga đều đói, do đó Nga hoàng không dám mở trận trong vòng hai tuần. Trận Pruth bùng nổ, quân Nga bị đánh tan tác và phải đầu hàng quân Thổ Nhĩ Kỳ. Vua Thổ tiến hành đàm phán, Nga hoàng buộc phải trả lại pháo đài Azov.
Không những thế, Nga hoàng cũng phải chịu nhiều điều khoản bất lợi sau chiến bại thảm hại tại sông Pruth. Nhưng ông tỏ ra chậm chạp trong việc làm theo các điều khoản. Do đó, trong các năm 1711–1713, vua Thổ Nhĩ Kỳ lại tuyên chiến với nước Nga. Những cuộc chiến tranh không đổ máu đó kết thúc với Hòa ước Adrianople vào tháng 6 năm 1713, theo đó Nga hoàng Pyotr Đại Đế phải thừa nhận những điều khoản hết sức bất lợi mà vua Thổ đã đề xướng.

## Nga – Thụy Điển tái chiến
Đêm 10 tháng 11 năm 1714, Karl XII từ Otroman về đến thị trấn Stralsund. Sau 5 năm đi vắng, vua Thụy Điển đã trở về lãnh thổ thuộc Thụy Điển. Ông vẫn muốn tiếp tục chiến tranh. Vào mùa hè 1715 liên quân Phổ – Đan Mạch – Sachsen gồm 55 nghìn quân tinh nhuệ tấn công Stralsund. Vào ngày 22 tháng 12 năm 1715, Stralsund phải đầu hàng. Trước đó, Karl đã được đưa về chính quốc. Bốn giờ sáng ngày 24 tháng 12 năm 1715, sau 5 năm và 3 tháng vắng bóng, nhà vua Thụy Điển đặt chân trở lại trên đất nước của ông.
Karl tạo dựng một đoàn quân mới rồi dẫn đi đánh Đan Mạch. Vì một cơn giông làm mặt băng bị vỡ, ông chuyển hướng đi đánh miền nam Na Uy, lúc này còn là một tỉnh của Đan Mạch. Ông chiếm được thành phố Kristiania (hiện nay là thủ đô Oslo của Na Uy), nhưng phải rút quân về vì thiếu hàng hậu cần.
Mùa thu 1716, trong khi liên minh Anh, Hà Lan, Đan Mạch và Nga chuẩn bị đánh Thụy Điển bằng hải quân, Karl chia quân ra trấn giữ và củng cố các pháo đài. Nhưng ngày 17 tháng 9, Pyotr tuyên bố bãi bỏ cuộc tiến công vì cho rằng đã quá muộn, phải hoãn đến năm sau.
Trong mùa hè 1718, hai bên Thụy Điển và Nga mở nhiều vòng đàm phán nhằm chất dứt chiến tranh, nhưng Karl không hề có ý định hòa hoãn với Nga. Đối với Karl đàm phán chỉ là để kéo dài thời gian nhằm đảm bảo Nga sẽ không tấn công chính quốc Thụy Điển, để ông rảnh tay hành quân nơi khác. Karl nhận ra rằng Nga quá mạnh, nên ông không thể trực diện đánh bật Nga ra khỏi các lãnh thổ đã bị Nga chiếm. Ông muốn đánh gục Đan Mạch trước qua ngả Na Uy, rồi sẽ tính đến Bắc Đức. Từ vị trí được củng cố này, ông định thân chinh mang quân đi đánh Nga lần nữa.
Trong khi đàm phán đang tiếp tục, vào đêm 30 tháng 11 năm 1718, Karl XII tử trận khi đang kéo quân công hãm pháo đài Frederiksten ở Na Uy. Sau khi đã đi vắng khỏi chính quốc Thụy Điển trong 8 năm, cuối cùng Karl đã vĩnh viễn trở về nước.

## Vương quốc Anh can dự
Với cái chết của Karl, Anh quốc thấy một tình hình hoàn toàn mới mẻ ở vùng Baltic. Vua George I của Anh hoạch định một kế sách nhằm duy trì thế lực của Thụy Điển đủ mạnh để Nga không trở nên quá hùng mạnh ở Baltic. Phương cách của ông là thay đổi mối liên minh gồm Nga, Ba Lan, Đan Mạch, Hannover và Phổ đang chống lại Thụy Điển.
Qua đường lối ngoại giao khôn khéo của Anh, từng đồng minh của Nga lần lượt được thuyết phục, mua chuộc hoặc chịu áp lực mà phải hòa hoãn với Thụy Điển và quay lưng với Nga:
- Hannover ký hòa ước chính thức với Thụy Điển, qua đó tiếp nhận Bremen-Verden sau khi trả cho Thụy Điển một khoản tiền.
- Sau đó, George I ký liên minh với Thụy Điển cam kết mỗi năm điều một hạm đội hỗ trợ Thụy Điển ở Biển Baltic và giúp Thụy Điển đạt một hòa ước thuận lợi với Nga.
- Vua Friedrich Wilhelm I của Phổ bị cám dỗ – rồi cuối cùng ngả theo – với lời hứa chiếm được vĩnh viễn cảng Stettin giúp mở đường thông thương cho vương quốc của ông ra biển, cộng thêm một phần đất Pomerania thuộc Thụy Điển.
- Đan Mạch bị dẫn dụ hòa hoãn với Thụy Điển vì Thụy Điển đồng ý trả phí cho tàu của Thụy Điển đi qua hải phận Đan Mạch và thôi ủng hộ Holstein-Gottop, là vùng đất đang tranh chấp giữa hai nước.
- Kế tiếp, vua August II ký hòa ước với Thụy Điển, được công nhận tước vị vua của Ba Lan.

Phương tiện chính yếu để thực hiện sách lược chống Nga của Anh là một hạm đội hùng hậu Anh hiện diện trên Biển Baltic. Lẽ tự nhiên là Nga tỏ ra nghi ngờ và lo ngại về động thái của hạm đội Anh. Để tỏ lộ nỗi bất mãn, Sa hoàng ra lệnh hai đại sứ Anh và Hannover rời khỏi Sankt-Peterburg.

## Nga đánh phá chính quốc Thụy Điển
Trong khi các tấn trò ngoại giao khúc mắc của Anh đang diễn ra sau lưng mình và các vòng đàm phán giữa Nga và Thụy Điển không đi đến kết quả nào, Pyotr xúc tiến việc đánh bại Thụy Điển trên chiến trường.
Mùa hè năm 1719, hạm đội Nga đánh phá vùng bờ biển phía đông của Thụy Điển, đốt phá thị trấn, nhà máy và xưởng lọc sắt, bắt giữ một số tàu của Thụy Điển chở quặng sắt rồi mang số tàu này về Nga, tịch thu được 300 khẩu pháo. Thêm một cuộc tấn công của Nga vào Stockholm, nhưng lại bị đánh bật ra. Cùng lúc, một lực lượng khác của Nga đánh phá và gây tổn thất tương tự cho vùng bờ biển của Thụy Điển phía bắc, phá hủy nhà máy, kho tàng, và đốt phá 3 thị trấn.
Mùa xuân năm 1720, trong khi hạm đội Anh đang biểu dương lực lượng ngoài khơi, đội thuyền ga-lê của Apraksin đã đi vòng và một lần nữa tiến đánh bờ biển Thụy Điển. Một lực lượng gồm 8 nghìn quân, kể cả người Cossack đổ bộ và xâm nhập vào đất liền đến 45 kilômét mà không gặp sức kháng cự nào, thỏa sức đốt phá thị trấn và làng mạc Thụy Điển.
Vào giữa mùa hè 1720, chính sách chống Nga của George I ở trên bờ vực thất bại. Tư lệnh hạm đội Anh chỉ huy những chiến hạm lớn không muốn chạm trán với thuyền ga-lê của Nga trong vùng biển cạn. Vì vậy, trong khi chiến hạm của Anh tuần tiễu ngời khơi Biển Baltic hoặc trú đóng trong các cảng của Thụy Điển, thuyền ga-lê của Nga vẫn chèo lên xuống dọc bờ biển Thụy Điển, đổ quân lên đốt phá và cướp bóc tùy thích.
Cuối cùng, vào tháng 9 năm 1720, khả năng của Anh can dự mạnh mẽ về quân sự ở vùng Baltic bị tiêu tán bởi cuộc khủng hoảng kinh tế ở Anh. Sir Robert Walpole, thường được gọi là "Thủ tướng đầu tiên" của Anh, chủ trương tránh chiến tranh, khuếch trương thương mại, cho rằng cái trò nửa chiến tranh nửa hòa bình với Nga là nguy hiểm cho tương lai phồn vinh của Anh. Vua George I phiền lòng, nhưng cũng thấy rằng chính kế hoạch của mình chống Nga không đạt hiệu quả.

## Hòa ước chấm dứt chiến tranh
Chẳng bao lâu, vua Frederik I của Thụy Điển nhận ra tình thế mới. Thất vọng vì sự hỗ trợ bất lực của George I và nhận ra rằng nếu tiếp tục tình trạng chiến tranh thì Nga sẽ tiếp tục đánh phá chính quốc Thụy Điển, Frederik I phải chấp nhận thực tế là Thụy Điển đã chiến bại. Frederik I thông báo với Sa hoàng là ông sẵn sàng mở lại cuộc đàm phán, và hai bên gặp nhau ngày 28 tháng 4 năm 1721. Nhưng vòng đàm phán đầu bị bế tắc vì tranh cãi về lãnh thổ.
Một lần nữa Sa hoàng ra lệnh tấn công dọc bờ biển Thụy Điển. Nhiều thị trấn và hàng trăm làng mạc bị tàn phá dọc bờ biển dài hơn 600 kilômét. Dù cuộc tấn công này có mức độ nhỏ hơn năm trước, Thụy Điển không thể tiếp tục chịu đựng được nữa. Frederik I cuối cùng nhượng bộ. Hòa ước Nystad giữa Nga và Thụy Điển được chính thức ký kết ngày 10 tháng 9 năm 1721.
Hòa ước Nystad nhượng cho Pyotr các lãnh thổ mà Pyotr Đại đế đã ước muốn từ lâu. Livonia, Ingria và Estonia được nhượng vĩnh viễn cho Nga, cùng với Karelia kéo dài đến Vyborg. Phần còn lại của Phần Lan được trả lại cho Thụy Điển. Nga đồng ý trả một khoản tiền để bồi thường cho Livonia, và Thụy Điển được mua nông sản ở Livonia mà không phải trả thuế. Mọi tù binh của hai bên đều được trả tự do. Sa hoàng cam kết không can dự vào nội bộ của Thụy Điển, do đó công nhận Frederik I là vua của Thụy Điển.

## Đánh giá
Đại chiến Bắc Âu tạo nên bước ngoặt cực kỳ quan trong cho châu Âu nói riêng và cho cả thế giới nói chung. Là một ông vua – chiến binh liều lĩnh, những cuộc chinh chiến của vua Karl XII đã mang lại thảm họa cho đất nước ông: từ một đế quốc hùng mạnh, Thụy Điển bị giảm uy thế rất nhiều, bị mất tất cả đất đai trên lục địa châu Âu. Chính vì ông quá thèm khát sự huy hoàng, vinh dự mà ông đã không thể là một chính khách vĩ đại, và đại văn hào Pháp Voltaire có kết luận:
| “          | Cuộc đời ông có thể là một bài học đối với các bậc Quân vương: nên ưu tiên một triều đại thái bình thịnh trị, trăm họ hạnh phúc hơn là quá huy hoàng và hiển hách. | ” |
| — Voltaire | |   |

Ngược lại, nước Nga từ vị trí dường như tụt hậu cả trăm năm so với Tây Âu, vươn mình lên hàng cường quốc. Đại chiến Bắc Âu đã tạo cho Sa hoàng Pyotr I cơ hội xây dựng nên thành phố Sankt-Peterburg, trong 200 năm tiếp theo đó là kinh đô của Đế quốc Nga. Không những thế, trong suốt những năm tháng chinh chiến, ông đã lợi dụng triệt để tình hình mâu thuẫn nội bộ của Ba Lan, và biến nước này thành chư hầu của Đế quốc Nga.
Trận Poltava là trận đánh quyết định kết quả chung cuộc về sau của Đại chiến Bắc Âu, và là tiếng sấm đầu tiên báo hiệu với thế giới rằng một nước Nga mới đã được khai sinh. Ngay sau Hòa ước Nystad giữa Nga và Thụy Điển được ký kết, Sa hoàng Pyotr I được chính thức tôn vinh là Pyotr Đại đế, và những quân vương Nga từ lúc đó cho đến Cách mạng Nga năm 1917 đều xưng là hoàng đế, ngang hàng với những đế quốc hùng mạnh như Trung Hoa, Ba Tư, Ottoman, Thánh chế La Mã, và Pháp.
Cuộc chiến tranh Bắc Âu lần thứ ba cũng chính là cuộc chinh chiến cuối cùng trong một loạt cuộc chiến tranh Bắc Âu. Trong những năm về sau, các chính khách Tây Âu – vốn chỉ để tâm đến những sự vụ của Sa hoàng hơn một chút so với Hoàng đế Ba Tư hoặc Đại vương Ấn Độ – biết rằng phải cân nhắc cẩn thận sức mạnh và quyền lợi của Đế quốc Nga. Cán cân quyền lực mới – được thiết lập từ thời Đại chiến Bắc Âu – sẽ được tiếp nối và phát triển suốt các thế kỷ 18, 19 và 20.

## Ngôn ngữ khác
- Baskakov, Benjamin I. (1890) (bằng tiếng Nga). The Northern War of 1700–1721. Campaign from Grodno to Poltava 1706–1709 at Runivers.ru in DjVu and PDF formats
- Donnert, Erich (1997). Europa in der Frühen Neuzeit: Festschrift für Günter Mühlpfordt. Aufbruch zur Moderne (bằng tiếng Đức). Quyển 3. Böhlau. ISBN 3-412-00697-1.
- Mattila, Tapani (1983). Meri maamme turvana [Sea safeguarding our country] (bằng tiếng Phần Lan). Jyväskylä: K. J. Gummerus Osakeyhtiö. ISBN 951-99487-0-8.
- Meier, Martin (2008). Vorpommern nördlich der Peene unter dänischer Verwaltung 1715 bis 1721. Aufbau einer Verwaltung und Herrschaftssicherung in einem eroberten Gebiet. Beiträge zur Militär- und Kriegsgeschichte (bằng tiếng Đức). Quyển 65. Munich: Oldenbourg Wissenschaftsverlag. ISBN 3-486-58285-2.
- North, Michael (2008). Geschichte Mecklenburg-Vorpommerns. Beck Wissen (bằng tiếng Đức). Quyển 2608. CH Beck. ISBN 3-406-57767-9.
- Querengässer, Alexander (2019). Das kursächsische Militär im Großen Nordischen Krieg 1700–1717 (bằng tiếng Đức). Ferdinand Schöningh. ISBN 978-3-506-78871-9.
- Torke, Hans-Joachim (2005). Die russischen Zaren 1547–1917 (bằng tiếng Đức) (ấn bản thứ 3). C.H.Beck. ISBN 3-406-42105-9.
- Voltaire (1748). Anecdotes sur le Czar Pierre le Grand (bằng tiếng Pháp) (ấn bản thứ 1820). E. A. Lequien, Libraire.
- Voltaire (1731). Histoire de Charles XII (bằng tiếng Pháp) (ấn bản thứ 1879). Garnier.

## Văn học và sách
- Бобылёв В. С. Внешняя политика России эпохи Петра I. — М.: Изд-во Университета дружбы народов, 1990. — ISBN 5-209-00234-9
- Галларт Л. Н. Подробное описание осады города Нарвы и сражения под сим городом в 1700 году. Отрывок из Истории Петра Великого, сочинённой генералом Аллартом. Рукопись Lưu trữ ngày 26 tháng 11 năm 2009 tại Wayback Machine // Северный архив, 1822. — Ч. 1. — № 1. — С. 3-28; № 2. — С. 117—143.
- Гельмс И. А. Достоверное описание замечательных событий при осаде города Риги и того, что случилось со дня её блокады, а также во время жестокой бомбардировки и обстреливания её в 1709 г., до сдачи её в 1710 г., изо дня в день замечено и опиcaнo Иоакимом Андреем Гельмсом, который лично выдержал эту тяжкую осаду и из одиннадцати лиц своего дома один остался в живых Lưu trữ ngày 7 tháng 12 năm 2014 tại Wayback Machine // Сборник материалов и статей по истории Прибалтийского края. — Т. 2. — Рига, 1879. — С. 405—440.
- Гилленкрок А. Сказание о выступлении его величества короля Карла XII из Саксонии и о том, что во время похода к Полтаве, при осаде её и после случилось Lưu trữ ngày 26 tháng 11 năm 2009 tại Wayback Machine / Пер. с нем., введ. и примеч. Я. Турунова // Военный журнал, 1844. — № 6. — С. 1-105.
- Гротиан И. Г. Выселение жителей Дерпта в 1708 году Lưu trữ ngày 24 tháng 7 năm 2014 tại Wayback Machine (Статья, составленная по запискам дерптского пастора Иоанна Генриха Гротиана и напечатанная в «Dorptsche Zeitung» 1873 года в ном. 162—163) // Сборник материалов и статей по истории Прибалтийского края. — Т. 2. — Рига, 1879. — С. 478—490.
- Записка о войне шведской, в царствование Петра Великаго ведённой, и о сражении с Левенгауптом, найденная в делах того времени Lưu trữ ngày 24 tháng 7 năm 2014 tại Wayback Machine // Военный журнал, 1833. — № 3. — С. 41—53.
- Иванюк С. А. Полтава — «Крепость ничтожная»: фортификационные сооружения Полтавской крепости периода Великой Северной войны (1700—1721 гг.) // История военного дела: исследования и источники. — 2012. — Т. I. — С. 258—286.
- История Северной войны 1700—1721 гг. / Отв. ред. И. И. Ростунов. — М.: Наука, 1987. — 214 с. — Указ. геогр. назв.: с. 209—213. — Библиография: с. 188—201.
- Костомаров Н. И. (Lỗi Lua: bad argument #2 to 'formatDate': invalid timestamp '1 tháng 1'.). Русская история в жизнеописаниях её главнейших деятелей. Quyển Выпуск шестой: XVII столетие. {{Chú thích sách}}: Kiểm tra giá trị ngày tháng trong: |date= (trợ giúp)
- Крман Даниел. (Lỗi Lua: bad argument #2 to 'formatDate': invalid timestamp '1 tháng 1'. 1976) [Itinerprium (Cestovny dennik z rokov 1708—1709)]. "Малоизвестный источник по истории северной войны" (12) . {{Chú thích tập san học thuật}}: Chú thích journal cần |journal= (trợ giúp); |ngày lưu trữ= cần |url lưu trữ= (trợ giúp); Kiểm tra giá trị ngày tháng trong: |date=, |archive-date=, và |year= / |date= không khớp (trợ giúp); Đã bỏ qua tham số không rõ |agency= (trợ giúp)
- Кротов П. А. Битва при Полтаве (К 300-летней годовщине). — М.: Историческая иллюстрация, 2009. — ISBN 978-5-89566-082-9
- Куракин Б. И. Военная хитрость царя Петра Алексеевича под Нарвою 8-го июня 1704 г. Рассказ очевидца князя Б. И. Куракина Lưu trữ ngày 3 tháng 11 năm 2013 tại Wayback Machine // Архив кн. Ф. А. Куракина. — Кн. 3. — СПб., 1892. — С. 152—153.
- Куракин Б. И. Русско-шведская война. Записки. 1700—1710 Lưu trữ ngày 24 tháng 7 năm 2014 tại Wayback Machine // Архив кн. Ф. А. Куракина. — Кн. 1. — СПб., 1890. — С. 291—328.
- Лебедев А. А. К походу и бою готовы? Боевые возможности корабельных эскадр русского парусного флота XVIII — середины XIX вв. с точки зрения состояния их личного состава. — СПб., 2015. — ISBN 978-5-904180-94-2
- Неплюев С. П. Бой со шведами у местечка Клецка, журнал С. П. Неплюева, 19-го апреля 1706 г. Lưu trữ ngày 24 tháng 7 năm 2014 tại Wayback Machine / Публ. и извлеч. Н. Н. Оглоблина // Русская старина, 1891. — Т. 72. — № 10. — С. 25—32.
- Мегорский Б. В. Штурм Эльбинга в 1710 г. // История военного дела: исследования и источники. — 2012. — Т. I. — С. 216—232.
- Мегорский Б. В. «Подробное описание полков, занятых в осаде Нарвы» 1704 года // История военного дела: исследования и источники. — 2012. — Т. I. — С. 391—420.
- Мельнов А. В. Действия русских войск на подступах к Выборгу в 1710 г. // История военного дела: исследования и источники. — 2012. — Т. I. — С. 464—486.
- "Оборона Петербурга и Кроншлота в 1704—1705 гг.". Российская государственность: история и современность. СПб. Lỗi Lua: bad argument #2 to 'formatDate': invalid timestamp '1 tháng 1'.. tr. 195–205. {{Chú thích sách}}: Kiểm tra giá trị ngày tháng trong: |date= (trợ giúp); no-break space character trong |chapter= tại ký tự số 43 (trợ giúp) Được lưu trữ ngày 3 tháng 9 năm 2009 tại Wayback Machine
- Описание сражения, происходившего 8-го июня 1704 года, между русским и шведами под Нарвою Lưu trữ ngày 3 tháng 11 năm 2013 tại Wayback Machine // Походный журнал 1704 года, СПб., 1854. — С. 121—126.
- Павленко Н. И.. Пётр Великий. — М.: Мысль, 1990. — ISBN 5-244-00560-X.
- Пенской В. В., Пенская Т. М. Первые годы существования Белгородского пехотного полка (1697—1705) // История военного дела: исследования и источники. — 2012. — Т. II. — С. 431—455.
- Славнитский Н. Р. Тактика действий русских гарнизонов в обороне крепостей Северо-Запада, 1704—1707 гг. // История военного дела: исследования и источники. — 2012. — Т. III. — С. 370—380.
- Пипер Г. А. Извлечение из записок прапорщика Густава Абрама Пипера впоследствии генерал-майора и губернатора Lưu trữ ngày 24 tháng 7 năm 2014 tại Wayback Machine // Грот Я. К. Труды Я. К. Грота из русской истории. — СПб., 1901. — С. 122—156. — В ст.: Грот Я. К. О пребывании пленных шведов в России при Петре Великом.
- Подмётное воззвание Левенгаупта. 1708 г. Lưu trữ ngày 14 tháng 6 năm 2014 tại Wayback Machine / Сообщ. Н. Н. Мурзакевич // Русская старина, 1876. — Т. 16. — № 5. — С. 172—173.
- Ростунов И. И., Авдеев В. А., Осипова М. Н., Соколов Ю. Ф. (Lỗi Lua: bad argument #2 to 'formatDate': invalid timestamp '1 tháng 1'.). История Северной войны 1700—1721 гг . М. {{Chú thích sách}}: Kiểm tra giá trị ngày tháng trong: |date= (trợ giúp)Quản lý CS1: nhiều tên: danh sách tác giả (liên kết)
- Северная война 1700—1721 гг.: Сборник документов. Т. 1 (1700—1709). — М.: ОР МВД РФ; Кучково поле, 2009. — 528 с. — ISBN 978-5-9950-0053-2
- Седерберг Г. Бывшего полкового священника, магистра Генриха Седерберга, заметки о религии и нравах русского народа во время пребывания его в России с 1709 по 1718 год Lưu trữ ngày 7 tháng 12 năm 2014 tại Wayback Machine / Пер. по рукописи со швед. А. А. Чумикова // Чтения в Императорском обществе истории и древностей российских, 1873. — Кн. 2. — Отд. 4. — С. I—II, 1—38.
- Секретные письма серьёзных людей о замечательных предметах государственного и учёного мира, состоящие из двенадцати различных почт, на 1701 Lưu trữ ngày 24 tháng 7 năm 2014 tại Wayback Machine / Перевод и коммент. Ф. Витберга // Русская старина, 1893. — Т. 79. — № 8. — С. 268—286. — Под загл.: Мнения иностранцев-современников о великой Северной войне.
- Сенявин Н. А. Морские журналы Наума Акимовича Сенявина, 1705-12 годов Lưu trữ ngày 24 tháng 7 năm 2014 tại Wayback Machine // Записки Гидрографического департамента Морского министерства. — Ч. 10. — СПб., 1852. — С. 326—359.
- Соловьёв С. М. (Lỗi Lua: bad argument #2 to 'formatDate': invalid timestamp '1 tháng 1'.). История России с древнейших времён. Quyển 14–17. {{Chú thích sách}}: Kiểm tra giá trị ngày tháng trong: |date= (trợ giúp)
- Тарле Е. Русский флот и внешняя политика Петра I. — СПб.: БРАСК, Морской исторический сборник, 1994. — ISBN 5-85089-029-7
- Тарле Е. В. (Lỗi Lua: bad argument #2 to 'formatDate': invalid timestamp '1 tháng 1'.). Северная война и шведское нашествие на Россию. Quyển 10 . М.: Издательство Академии Наук СССР. tr. 363–800. {{Chú thích sách}}: Kiểm tra giá trị ngày tháng trong: |date= (trợ giúp)
- Тихонов В. А. (Lỗi Lua: bad argument #2 to 'formatDate': invalid timestamp '1 tháng 1'.). Рекрутская система комплектования русской армии при Петре I. Саарбрюкен. ISBN 978-3-8443-2759-5. {{Chú thích sách}}: Kiểm tra giá trị ngày tháng trong: |date= (trợ giúp)
- Шаменков С. И. Венгерское платье пехотных полков армии Петра Великого // История военного дела: исследования и источники. — 2012. — Т. I. — С. 421—463.
- Шаменков С. И. Гренадеры шведской армии Карла XII: обмундирование, снаряжение, вооружение // История военного дела: исследования и источники. — 2012. — Т. II. — С. 84—126.
- А. Б. Широкорад. Северные войны России. — М.: ACT; Мн.: Харвест, 2001.
- Шишов А. В. Сто великих военачальников. — М.: Вече, 2002. — ISBN 5-7838-0781-8
- Штенцель Альфред. (Lỗi Lua: bad argument #2 to 'formatDate': invalid timestamp '1 tháng 1'.) [Stenzel A., Kirchoff H. Seekriegsgeschichte in ihren wichtingsten Abschnitten mit Berucksichtigung der Seetaktik, sv. I—VI, Hannover, 1907-1911]. История войн на море . М.: Изографус, ЭКСМО-Пресс. {{Chú thích sách}}: Kiểm tra giá trị ngày tháng trong: |date= (trợ giúp)
- Щукина Е. С. Серия медалей Ф. Г. Мюллера на события Северной войны в собрании Эрмитажа. — СПб.: Гос. Эрмитаж, 2006. — ISBN 5-93572-197-X
- Энглунд Петер. (Lỗi Lua: bad argument #2 to 'formatDate': invalid timestamp '1 tháng 1'.) [Englund P. Poltava. Berattelsen om en armés undergång. — Stockholm: Atlantis, 1989]. Полтава: Рассказ о гибели одной армии. М.: Новое книжное обозрение. ISBN 5-86793-005-X. {{Chú thích sách}}: Kiểm tra giá trị ngày tháng trong: |date= (trợ giúp); no-break space character trong |orig-year= tại ký tự số 55 (trợ giúp)
- Баскаков В. И. Северная война 1700—1721 гг. Кампания от Гродна до Полтавы 1706—1709 гг. — СПб., 1890.